# 藤本教子
藤本 教子（ふじもと のりこ、12月25日 - ）は日本の女性声優。フリー。広島県出身。血液型はO型。以前はゆーりんプロ、ケッケコーポレーション（2020年4月まで）に所属していた。

## 出演
太字はメインキャラクター。

### テレビアニメ
- それいけ!アンパンマン（虹の子（A）〈3代目〉、キーコ、白ネコの子）

1999年
- デジモンアドベンチャー（ユニモン）

2003年
- 幻影闘士バストフレモン（ボム）
- DEAR BOYS（女子生徒）

2004年
- VIEWTIFUL JOE（ケビン、トム）

2005年
- プレイボール（少年）

2007年
- 鉄子の旅（ニュースアナウンス）
- 魔人探偵脳噛ネウロ（被害者の女性）

2008年
- カオス;ヘッド -CHAOS;HEAD-（女子高生B）
- Mnemosyne-ムネモシュネの娘たち-（ウェイトレス、女性）

2009年
- うちの3姉妹（権田原、友達1）
- こばと。
- はじめの一歩 New Challenger
- RIDEBACK -ライドバック-（看護婦、インタビュア、女性レポーター、情報官B）

2010年
- COBRA THE ANIMATION（女性警官）

2011年
- ジェネレーター・レックス

2016年
- ちびまる子ちゃん（せっちゃん）

2020年
- 巨人族の花嫁（メディナ・ナル・ローザス、魔術師、幼い獣人B）

2021年
- 黒ギャルになったから親友としてみた。（女の子）
- 魔王イブロギアに身を捧げよ（イブ母）

### OVA
- “文学少女”メモワールI -夢見る少女の前奏曲-（2010年、おばさんA）

### 劇場アニメ
- それいけアンパンマン　怪傑ナガネギマンとドレミ姫（2003年、楽器マン）
- おまえうまそうだな（2010年）
- アシュラ（2012年）

### Webアニメ
- Starry☆Sky（2010年、未莉）

### ゲーム
2004年
- 幻想水滸伝IV（ヘルガ、ロウフォン）

2005年
- SIMPLE2000シリーズ Ultimate Vol.21 喧嘩上等!ヤンキー番長〜昭和99年の伝説〜（麻雪）
- SIMPLE2000シリーズ Vol.91 THE ALL★STER 格闘祭（麻雪）
- 必殺裏稼業

2006年
- イースV ロスト ケフィン キングダム オブ サンド
- パチパラ 13 〜スーパー海とパチプロ風雲録〜（渡辺聡子）

2007年
- びんちょうタン しあわせ暦（町の人〈女性〉、町の子供2）
- ふるふるぱーく（回須転）
- Little Aid ポータブル（雨宮真理子）

2009年
- SweetHoneyComing（上条朝陽）
- ワンド オブ フォーチュン（シンシア・ウィットフォード）

2010年
- テイルズランド（DnDキャラクター）
- ワンド オブ フォーチュン 〜未来へのプロローグ〜（シンシア・ウィットフォード）
- ワンド オブ フォーチュン 〜未来へのプロローグ〜 ポータブル（シンシア・ウィットフォード）

2011年
- ワンド オブ フォーチュン2 〜時空に沈む黙示録〜（白鳥＝リリ）

2012年
- Starry☆Sky 〜After Spring〜（土萌未莉）
- Starry☆Sky 〜After Spring〜 Portable（土萌未莉）
- Solomon's Ring（アリシア）
- ワンド オブ フォーチュン2 FD 〜君に捧げるエピローグ〜（シンシア・クレイグ）

2013年
- 〜聖魔導物語〜（ウードン）

2014年
- 恋愛リベンジ（玖珂エリカ）

### 吹き替え

#### 映画
- エヴァンジェリスタ（ジョシュア）
- 真実（ミジャ）※日本テレビ版
- 幸せの始まりは
- 抱きたいカンケイ
- デス・プルーフ in グラインドハウス
- サウンド・オブ・ミュージック
- スパイ・バウンド
- SUPER8/スーパーエイト（ティナ〈ケイティ・ロウズ〉）
- ヒューマン・ターゲット
- フード・ボーイ 秘密のパワー
- プセの冒険 真紅の魔法靴
- マルコム in the Middle（ヴァル）
- ナルニア国物語/第3章: アスラン王と魔法の島（ヘレイン）
- ワールド・オブ・ライズ
- ワイルド・スピード MAX

#### テレビドラマ
- WITHOUT A TRACE/FBI 失踪者を追え!
- 救命医ハンク セレブ診療ファイル
- ギルモア・ガールズ シーズン3（リンジー）
- コールドケース
- ザ・ユニット 米軍極秘部隊
- ザ・ホワイトハウス（ロナ）
- シークレット・アイドル ハンナ・モンタナ（ロリ〈クリスティン・テイラー〉）
- CSI:マイアミ
- CSI:ニューヨーク5 #5
- CSI:ニューヨーク6 #20
- CSI:8 科学捜査班（ナターシャ）
- 太陽に向かって
- Dr.HOUSE（アリソン・キャメロン〈ジェニファー・モリソン〉）
- ハイスクール・ウルフ
- マードック・ミステリー 〜刑事マードックの捜査ファイル〜
- THE MENTALIST メンタリストの捜査ファイル2
- 名探偵ポワロ 鳩のなかの猫（ジェニファー・サットクリフ）※NHK版
- リゾーリ&アイルズ3

### ドラマCD
- あかつきの刃
- あほもシリーズ「もっそれ」（腐女子A）
- 愛と欲望は学園で（教師）
- きみが恋に溺れる（仲居）
- 巨人族の花嫁（メディナ・ナル・ローザス[6]）
- 恋するレッスン 小林理大のハニカミレッスン
- To LOVEる Variety CD（AI）
- 花のみぞ知る（福井、花屋の店員）
- 魔王イブロギアに身を捧げよ（イブ母[7]）
- ルボー・サウンドコレクション ドラマCD Punch↑（チビ太）
- ロッセリーニ家の息子 守護者（エドゥアール〈子供〉）

### ラジオ
- ビューティーブラックバス（JAM STATION）　※　事実上の放送終了
  - 第2期（2004年7月〜2005年11月）＜with 阿澄佳奈＆葉月絵理乃＞
  - 第3期（2005年12月〜2007年3月）＜with 阿澄佳奈＆中原日菜＞
  - 第4期（2007年4月〜2007年9月）＜with 阿澄佳奈＆小久保史織＞

### ボイスオーバー
- マーサス・チュワート・リビング

### 舞台
- Feather Stage vol.3「STAND BY」〜reading〜（2014年） - 日高樹〈少年時代〉※声の出演